# Die Bogros
Die Bogros (Originaltitel: Les Bogros) ist ein humoristischer Fantasycomic von Pierre Makyo, Toldac und dem Coloristen Vittorio Leonardo. Der Comic erschien französischer Sprache ab 1988 bei Dupuis erstmals als Album, in deutscher Sprache ab 1989 bei Schreiber & Leser.

## Veröffentlichung
Vorläufer der Figuren erschienen unter dem Namen Polluks im Mai 1977 in der Zeitschrift Pistil. Pistil wurde 1979 eingestellt. Zwei Jahre später wurde die Idee der kleinen Männchen, die auf einer Müllhalde leben, in der ebenfalls kurzlebigen Zeitschrift Mercredi wieder aufgegriffen, ab da hießen die Figuren Bogros.
Ab dem 6. Oktober 1983 erschienen die Bogros in der Zeitschrift Spirou (Nr. 2373).
Im Jahr 2008 erschien ein viertes Album mit dem Titel Les Bozons - Un grand chef dans un petit corps bei Soleil. Es handelte sich um Remakes diverser Szenarien der Bogros, die neu gestaltet wurden.

## Handlung
Im Wald von Engading (Eglagore im französischen Original) lebt das Waldelfenvolk der Bogros; diese kleinen Wesen sind von nichts so sehr eingenommen wie der Angst, der Angst vor allem Möglichen, oder auch der Angst vor gar nichts. Die Bogros sehen sich bis auf eine Ausnahme sehr ähnlich, tragen die gleiche braune Kleidung, haben keine Namen, die erwähnt werden, sind ausserhalb der Paarungszeit geschlechtslos, und wohnen in Bäumen und Baumstümpfen. Ihr winziges Gehirn baumelt an einem Nerv von der Schädeldecke.
Neben der Angst beschäftigen sich die Bogros mit dem Essen großer Mengen von Champignons. Angeführt werden die Bogros von einem Chef, der diese Position durch das Hervorbringen einer Idee erlangt, ein Vorgang, der für die Bogros mit extremen Anstrengungen verbunden ist. Der zweitwichtigste Bogro nach dem Chef ist der Doktor, der sich um die Gesundheit der Bogros kümmert, zumeist durch das Auflegen von Wärmflaschen auf die Köpfe der Betroffenen. Der Doktor ist der Bogro mit dem höchsten Wissensstand, und der Einzige der schreiben kann, wobei die anderen Bogros zumindest lesen können.
Die Ängste der Bogros und ihr Umgang damit führen zu überzogenen Reaktionen, sozialen Verwerfungen, Konflikten und Katastrophen, die Satiren auf den Umgang mit bedrohlichen Dingen der realen Welt sind.

## Kritik
Patrick Gaumer nennt die Alben eine "amüsante Serie" und schreibt, "hinter diesen Geschichten, in denen die Bogros versuchen, ihre Angst vor dem Unbekannten zu überwinden, verbirgt sich in Wirklichkeit eine feinsinnige Analyse unserer Gesellschaft."

## Erscheinungsgeschichte
| Französischer Originaltitel    | Verlag      | Deutscher Titel    | Verlag                 |
| ------------------------------ | ----------- | ------------------ | ---------------------- |
| 1: La grande peur              | dupois/1988 | Die grosse Angst   | Schreiber & Leser/1989 |
| 2: Les Petites Frousses        | dupois/1988 | Die kleinen Ängste | Schreiber & Leser/1989 |
| 3: Touchez pas au champignon ! | dupois/1990 | -                  | -                      |

In den Niederlanden wurden die Alben unter dem Namen De Drabbels veröffentlicht.